# 난부 노부치카
난부 노부치카(일본어: 南部信鄰, なんぶ のぶちか, 1776년 11월 ~ 1821년 12월 19일)는 무쓰노쿠니 모리오카 신덴 번의 초대 번주이다. 관위는 종5위하 하리마노카미(播磨守)이다.
1776년 음력 11월, 하타모토인 난부 노부요시(南部信喜)의 아들로 태어났다. 1800년 아버지의 사망으로 가독을 물려받았다. 1819년 12월, 본가 모리오카번 번주 난부 도시타카(南部利敬)로부터 봉록을 추가받아 1만 1천 석의 다이묘 반열에 올랐고, 모리오카 신덴 번(盛岡新田藩, 나중의 시치노헤번(七戸藩)을 세웠다. 1821년, 46세의 나이로 사망하였고, 장남 노부노리(信誉)가 뒤를 이었다.
|  | 제1대 시치노헤번 번주 1819년 ~ 1821년 | 후임 난부 노부노리 |